# Бокауе
Бокауе (фил./таг. , шп. Bocaue), је општина 1. класе у провинцији Булакан, Филипини. Према попису из 2020. године има 141.412 становника.
Уз континуирано ширење метроа Маниле, општина је део изграђеног подручја Маниле које сеже до Сан Илдефонса у свом најсевернијем делу. Река Бокауе протиче кроз већи део града.
Међу туристичким атракцијама су градски музеј који се налази у близини центра општине и градски празник реке који се обележава прве недеље у јулу. Речни фестивал је у знак сећања на Часни крст Вава, за који се верује да је чудотворан од стране претежно римокатоличког становништва у граду.

## Историја
Бокауе су први основали фрањевачки мисионари као округ (барио) и део Мејкауајана 1582. године а статус града је добио 11. априла 1606. године под заступништвом Сан Мартин де Тура. Био је то први град који је добио независност од старог Мејкауајана који је тада био веома велики град који се састојао од садашњих територија Мејкауајан, Марилао, Санта Марија, Сан Хозе дел Монте Сити, Обандо и Валенцуела.
Након филипинско-америчког рата основана је Филипинска комисија, у чијем је саставу била реорганизација филипинских општина и провинција. Године 1903, провинција Булакан је смањила број градова са 26 на 19. Град Балагтас се спојио са Бокауеом, при чему је први служио као седиште владе од 8. октобра до 20. новембра пре него што је пребачен у други. Бокауе је касније повратио своју независност и поново је успостављен као град 1911.
Током фестивала на реци Бокауе 2. јула 1993. године, око 500 људи се пловило "плутајућом пагодом" за Часни крст Вава далеко изнад капацитета чамца и изазвало потонуће чамца, удавило се више од две стотине људи. Упркос изгубљеним животима, нико није одговарао за трагедију. Овај инцидент је постао познат као трагедија на пагоди Бокауе.
Ујутро 31. децембра 2007. године изгорело је десет продавница ватромета у Барангај Туру, што је изазвало серију експлозија у тој области и повређено 7 људи.

## Демографија

### Клима
| Клима Бокауе, Булкан       | Клима Бокауе, Булкан | Клима Бокауе, Булкан | Клима Бокауе, Булкан | Клима Бокауе, Булкан | Клима Бокауе, Булкан | Клима Бокауе, Булкан | Клима Бокауе, Булкан | Клима Бокауе, Булкан | Клима Бокауе, Булкан | Клима Бокауе, Булкан | Клима Бокауе, Булкан | Клима Бокауе, Булкан | Клима Бокауе, Булкан |
| Показатељ \ Месец          | .Јан.                | .Феб.                | .Мар.                | .Апр.                | .Мај.                | .Јун.                | .Јул.                | .Авг.                | .Сеп.                | .Окт.                | .Нов.                | .Дец.                | .Год.                |
| -------------------------- | -------------------- | -------------------- | -------------------- | -------------------- | -------------------- | -------------------- | -------------------- | -------------------- | -------------------- | -------------------- | -------------------- | -------------------- | -------------------- |
| Максимум, °C (°F)          | 29 (84)              | 30 (86)              | 32 (90)              | 34 (93)              | 33 (91)              | 31 (88)              | 30 (86)              | 29 (84)              | 29 (84)              | 30 (86)              | 30 (86)              | 29 (84)              | 30,5 (86,8)          |
| Минимум, °C (°F)           | 20 (68)              | 20 (68)              | 21 (70)              | 23 (73)              | 24 (75)              | 25 (77)              | 24 (75)              | 24 (75)              | 24 (75)              | 23 (73)              | 22 (72)              | 21 (70)              | 22,6 (72,6)          |
| Количина падавина, mm (in) | 7 (0,28)             | 7 (0,28)             | 9 (0,35)             | 21 (0,83)            | 101 (3,98)           | 152 (5,98)           | 188 (7,4)            | 170 (6,69)           | 159 (6,26)           | 115 (4,53)           | 47 (1,85)            | 29 (1,14)            | 1,005 (39,57)        |
| Дани са кишом              | 3,3                  | 3,5                  | 11,1                 | 8,1                  | 18,9                 | 23,5                 | 26,4                 | 25,5                 | 24,5                 | 19,6                 | 10,4                 | 6,4                  | 181,2                |
| Извор: Метеоблу            |                      |                      |                      |                      |                      |                      |                      |                      |                      |                      |                      |                      |                      |